# Rivière du Rempart (Ort)
Koordinaten: 20° 6′ S, 57° 42′ O
 Rivière du Rempart ist eine Ortschaft („Village“) im Norden von Mauritius. Sie ist Teil des gleichnamigen Distrikts Rivière du Rempart und gehört administrativ zur Village Council Area (VCA) Rivière du Rempart. Bei der Volkszählung 2011 hatte der Ort 10.825 Einwohner. Die Riviére du Rempart VCA umfasst die Ortsteile Coquinbourg, Hermitage, la Clémence, le Ravin, Schoenfeld und Pointe des Lascars. Der Ort liegt an der Mündung des gleichnamigen Flusses Rivière du Rempart.

## Geschichte
Die Geschichte des Ortes ist eng verbunden mit der Zuckerrohrplantage und Zuckerfabrik Mon Songe. 1774 erhielt Antoine Jérôme Pilot, der bereits Inhaber der Plantage St. Omer war, eine Konzession für eine Zuckerrohrplantage im heutigen Rivière du Rempart mit einer Größe von 5600 Arpents. 1820 errichteten dessen Erben die Zuckerfabrik. Im Rahmen der Konzentration der Zuckerproduktion übernahm die Zuckerfabrik zunehmend die Produktion benachbarter Fabriken, die dann geschlossen wurden. So stieg die Zuckerproduktion in den 60 Jahren ihres Bestehens von 740 auf 2000 Tonnen an. 1884 war die Fabrik eine der ersten auf der Insel, die Elektrizität für die Zuckerproduktion einsetzte. Der hohe Schornstein der Fabrik, der seit 1896 nicht mehr in Betrieb ist, erinnert bis heute an die alte Fabrik. Nach 1947 setzte sich die Konzentration der Zuckerproduktion fort und die Fabrikgesellschaft erwarb die Fabriken in Schoenfeld, Haute Rive, Belle Vue Maurel, l’Amitié, Plaine des Roches und Bell Séjour. Hierdurch stieg die Produktion auf 35.686 Tonnen 1936 und 38.899 Tonnen 2005.
Wesentlich für den Aufstieg der Fabrik und des Ortes war, dass der Ort 1864 an die Nordlinie der Eisenbahn angeschlossen wurde. An Streckenkilometer 24,9 wurde ein Anschluss Mon Loisir angelegt.
Neben der Zuckerindustrie war auch die Maschinenbaufirma der Brüder Auguste und Gustave Maurel ein wichtiger Arbeitgeber in Rivière du Rempart. Das Unternehmen war Zulieferbetrieb für die Maschinen der Zuckerfabriken. In unserer Zeit sind vor allem die vier Textilfabriken des Ortes bedeutende Arbeitgeber.

## Infrastruktur
Vor Ort bestehen drei Elementarschulen und zwei weiterführende Schulen. Dies sind die Ramsoondar Prayag und die Rivière du Rempart state secondary school.
Rivière du Rempart ist Sitz der Pfarrei Cœur Immaculé de Marie. Pfarrkirche ist die 1917 geweihte Église Cœur-Immaculée-de-Marie in Mont Loisir, Rivière du Rempart. Zur Pfarrei gehören noch die Kapellen
- Chapelle Noces-de-Cana, Rivière du Rempart
- Chapelle Notre-Dame-de-l’Assomption, Roches Noires
- Chapelle Notre-Dame-de-l’Espérance, Piton
- Chapelle Saint-Nathanaël, Pointe-des-Lascars[2]

Daneben befindet sich eine Moschee und kleinere Hindutempel im Ort.